# Carlos James
Carlos James ist ein Politiker aus St. Vincent und die Grenadinen.
Er ist seit den Parlamentswahlen 2015 Senator der Regierung im House of Assembly und stellvertretender Sprecher. Er ist Mitglied der Unity Labour Party.